# Швейцарская улица
Швейца́рская улица — улица в городе Ломоносове (Петродворцовый район Санкт-Петербурга). Соединяет Ораниенбаумский и Иликовский проспекты.

## История

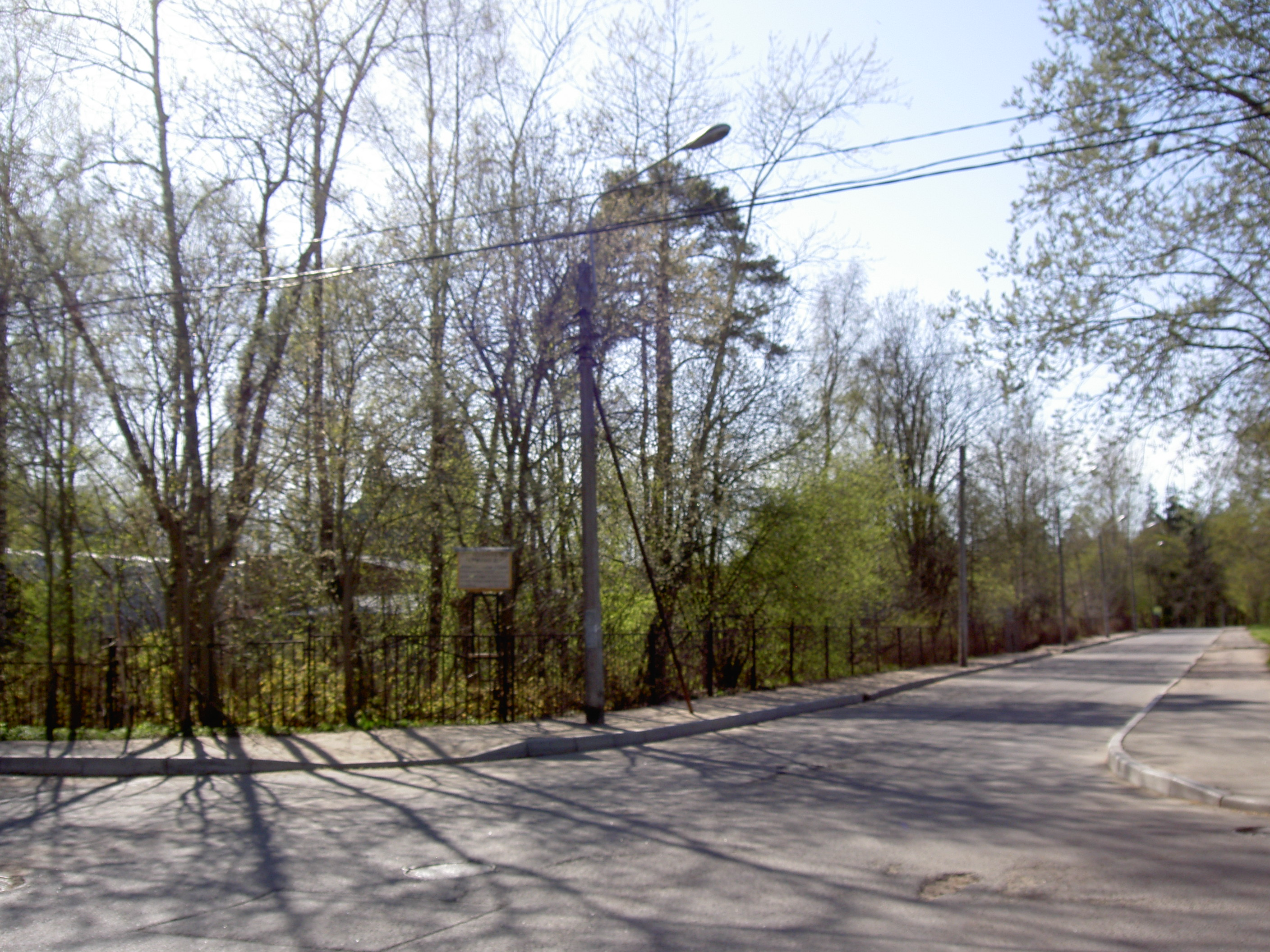
Вид на массив частных преимущественно деревянных строений в конце улицы, в котором ведётся строительство культурного центра с музеем Стравинского

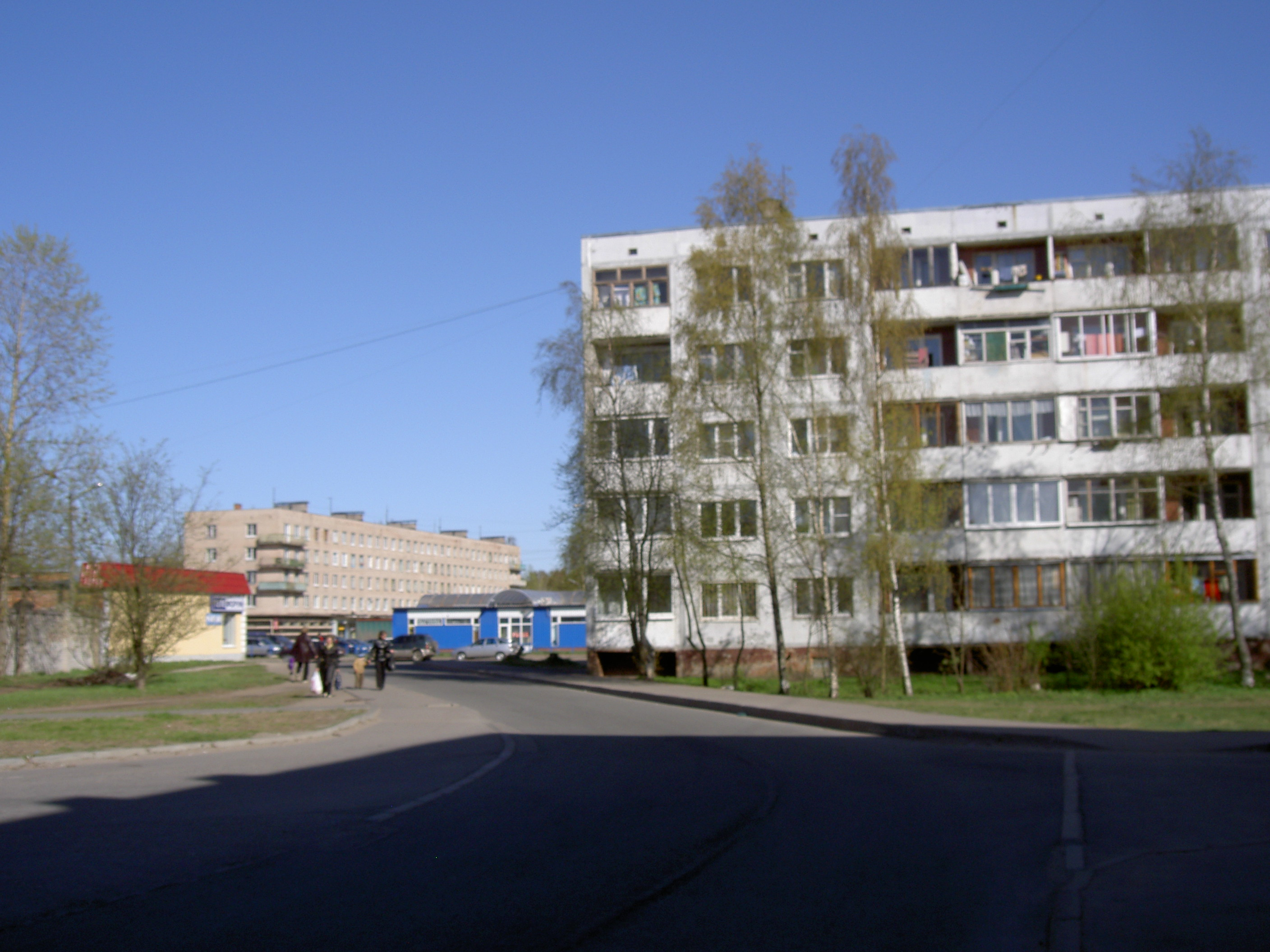
«Сдвиг» улицы в районе пересечения с улицей Красного Флота

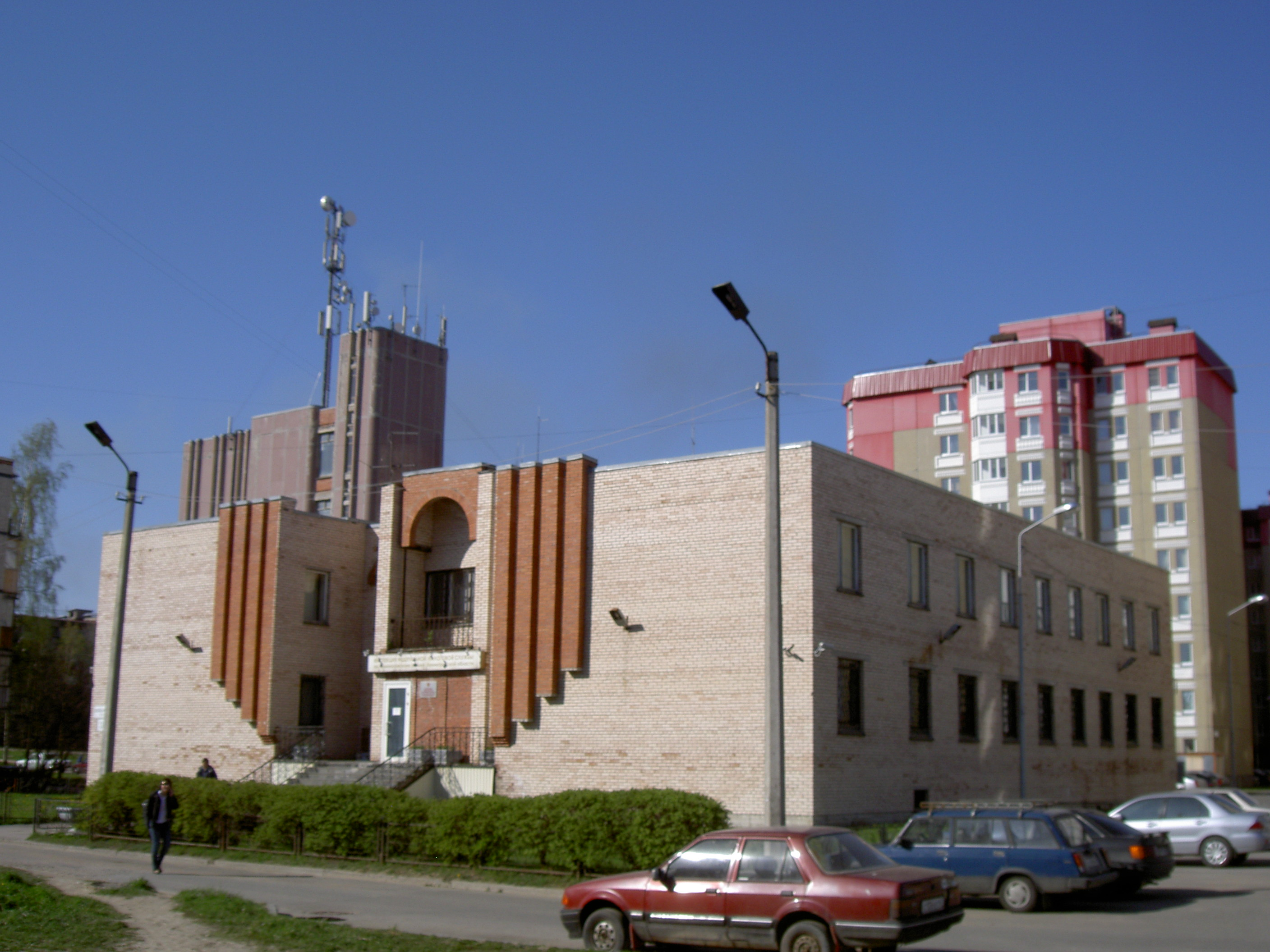
Здание инспекции ФНС России по Ломоносовскому району Ленинградской области, сзади слева АТС Санкт-Петербурга 422—423

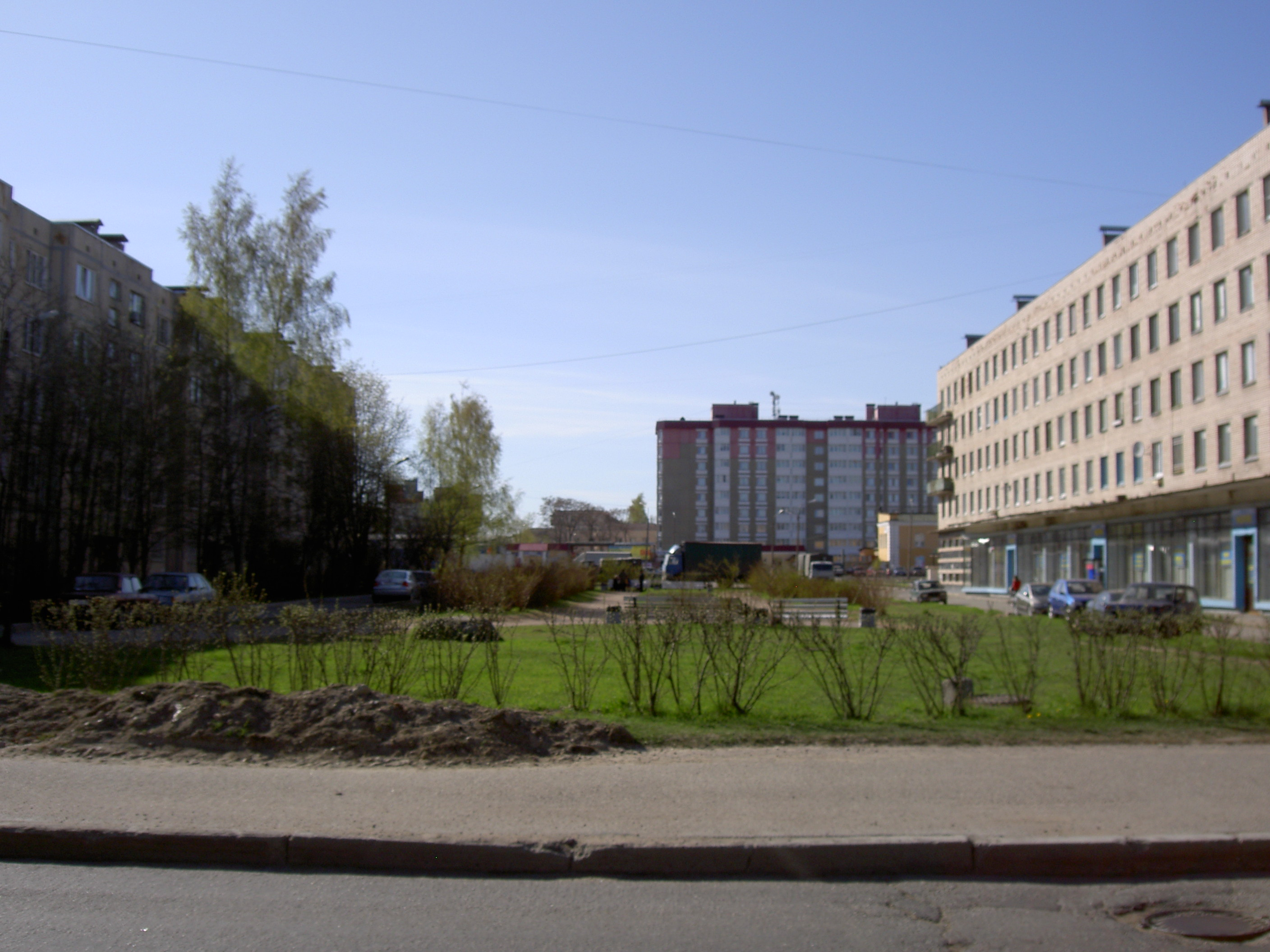
Вид на начало улицы с Ораниенбаумского проспекта

Швейцарская улица была проложена в Ораниенбауме во времена Российской империи, название было присвоено в 1850-е годы. В 1927 году улица была переименована в улицу Восста́ния. 13 января 1998 года был возвращен исторический топоним.
На даче, которую снимала ученица Михаила Глинки Дарья Леонова, последнее лето своей жизни провёл композитор Модест Мусоргский. В 1882 году на даче, арендуемой оперным певцом Фёдором Стравинским, у него родился сын Игорь, ставший известным композитором, дирижёром и пианистом. В летнее время на даче жил Генрих Графтио; по сведениям местных краеведов, его живописный деревянный дом — единственный из сохранившихся на Швейцарской улице.

## Описание и застройка
Фактически Швейцарская улица состоит из нескольких фрагментов: проезд от Ораниенбаумского проспекта до улицы Красного Флота, проезд от улицы Красного Флота до улицы Победы, от улицы Победы до Владимирской улицы и от Владимирской улицы до Иликовского проспекта. На участке от Владимирской улицы до улицы Победы движение одностороннее с запада на восток, у перекрёстков с улицами Победы и Владимирской Швейцарская улица разделяется на два проезда с двусторонним движением.
В восточной части улицы от Ораниенбаумского проспекта до Михайловской улицы застройка преимущественно пятиэтажная. В западной части от Михайловской улицы до Иликовского проспекта, в основном, располагаются одноэтажные деревянные строения.
Основные объекты:
- Дом 3 — Инспекция ФНС России по Ломоносовскому району Ленинградской области
- Дом 5 — АТС Санкт-Петербурга 422—423
- Дом 13 — Гимназия № 426 Петродворцового района
- Дом 14 — Центральная районная библиотека им. Н. А. Рубакина
- Дом 17 — Ломоносовский ГОВД, отдел полиции № 85
- Дом 18, корпус 2 — нотариальная контора

Обслуживается Швейцарская улица почтовым отделением 198412, расположенным на расстоянии 500 метров на Александровской улице в доме 27.
Трассировка, сохранившиеся и утраченные исторические линии застройки, аллейные посадки и озеленение Швейцарской улицы законодательно охраняются.

## Пересечения
Швейцарская улица имеет Т-образные перекрёстки либо пересекает следующие улицы:
- Ораниенбаумский проспект
- улица Красного Флота
- улица Победы
- Владимирская улица
- Михайловская улица
- улица Дегтярёва
- Иликовский проспект